# Liga Católica (França)
A Liga Católica (em francês: Ligue Catholique), também chamada Santa Liga (em francês: Sainte Ligue), foi um dos principais participantes nas guerras religiosas na França. Foi formada em 1576 por Henrique I de Guise para se opor às concessões feitas aos protestantes (huguenotes) pelo rei Henrique III de França. Embora a razão básica por trás da formação da liga tenha sido a defesa da religião católica, o desejo de limitar o poder do rei também foi uma força motivadora. O papa Sisto V, Filipe II de Espanha e os jesuítas eram partidários desta aliança católica.

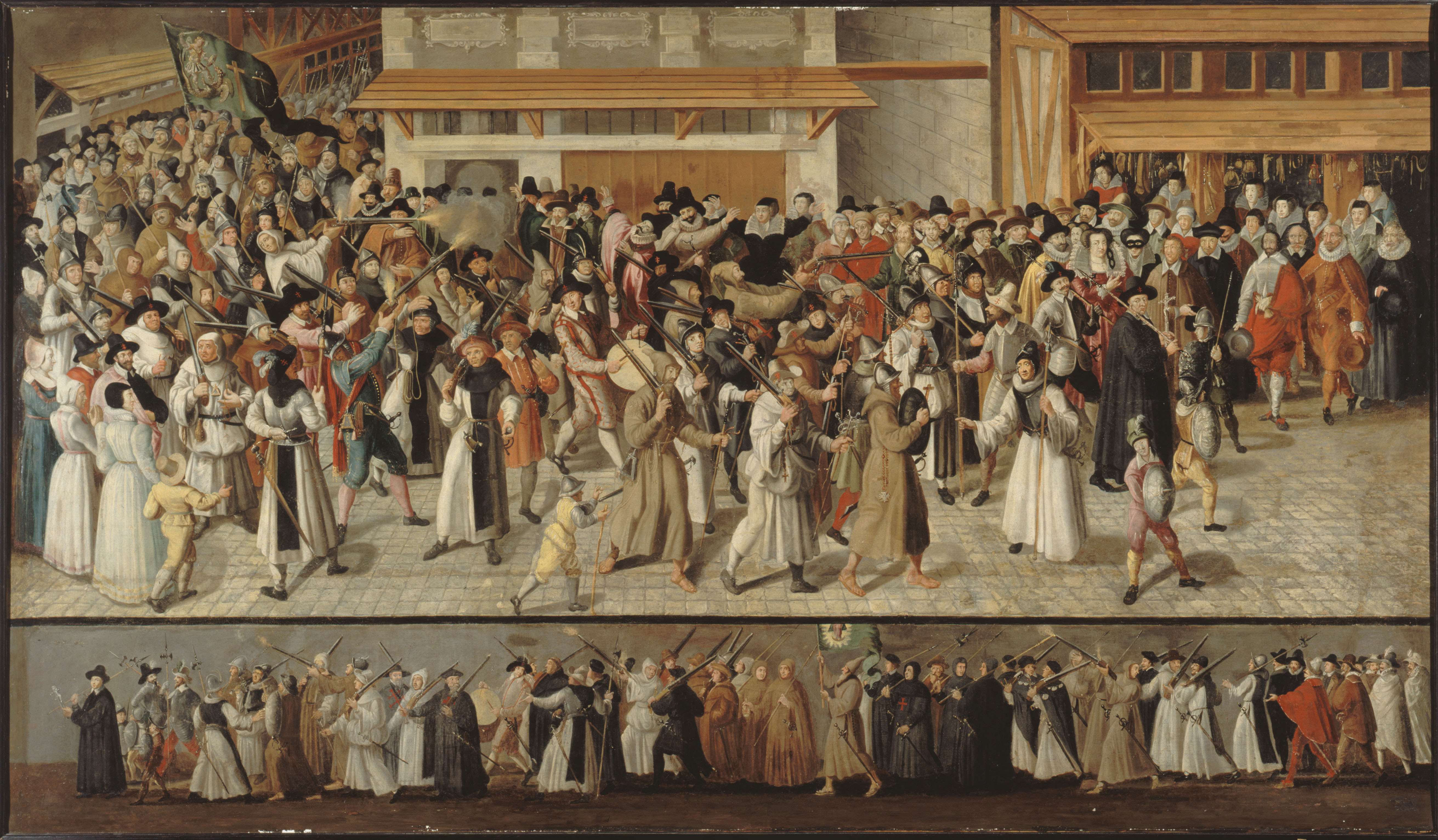
Procession de la Ligue dans l'île de la Cité, de François Bunel,o Jovem nwrap||1522|1592), Museu Carnavalet

[[Imagem:Procession de la Ligue dans l'île de la Cité.jpg|miniaturadaimagem|Procession de la Ligue dans l'île de la Cité, de François Bunel,o Jovem {{nwrap||1522|1592), Museu Carnavalet]]

## Origens
Confrarias e ligas foram estabelecidas por católicos franceses para combater o crescente poder dos luteranos e calvinistas da França.
Sob a liderança de Henrique I, duque de Guise, as confrarias e ligas católicas foram unidas como a Liga Católica. Guise usou a liga não apenas para defender a causa católica, mas também como uma ferramenta política na tentativa de usurpar o trono francês. A liga Católica teve como objetivo impedir qualquer tomada de poder pelos huguenotes e proteger o direito dos católicos franceses ao culto. Os membros viram sua luta contra o calvinismo (o principal ramo do protestantismo na França) como uma cruzada contra a heresia. Durante uma série de confrontos sangrentos, as Guerras Religiosas da França (1562-1598), entre católicos e protestantes, a Liga Católica se formou em uma tentativa de quebrar o poder da pequena nobreza calvinista de uma vez por todas.
Em Nantes, a Liga foi uma reação por parte dos líderes da cidade ao fracasso do rei em protegê-los contra as forças huguenotes e os militares reais. Eles se juntaram à rebelião de Philippe Emmanuel, duque do Mercœur, governador da Bretanha. Invocando os direitos hereditários de sua esposa, Marie de Luxembourg, filha de Sébastien, duque de Penthièvre. Mercœur esforçou-se por tornar-se independente nessa província a partir de 1589 e organizou um governo em Nantes, proclamando o seu filho, Philippe de Lorraine-Mercœur (falecido em 1590), "príncipe e duque da Bretanha".
A Liga Católica via o trono francês sob Henrique III como conciliador demais com os huguenotes. A liga, semelhante aos calvinistas linha-dura, desaprovava as tentativas de Henrique III de mediar qualquer coexistência entre os huguenotes e os católicos. A Liga Católica também viu os católicos franceses moderados, conhecidos como Politiques, como uma ameaça séria. Os políticos estavam cansados de tantos assassinatos na mesma moeda e estavam dispostos a negociar uma coexistência pacífica em vez de intensificar a guerra.

## História
A liga imediatamente começou a exercer pressão sobre Henrique III. Confrontado com essa oposição crescente (estimulada em parte porque o herdeiro do trono francês, Henrique de Navarra, era um huguenote), ele cancelou a Paz de La Rochelle, recriminalizando o protestantismo e iniciando um novo capítulo nas Guerras Religiosas da França. No entanto, Henrique também viu o perigo representado pelo duque de Guise, que estava ganhando cada vez mais poder. No Dia das Barricadas, O rei Henrique III foi forçado a fugir de Paris, o que resultou em Henrique, duque de Guise, tornando-se o governante de fato da França. Com medo de ser deposto e assassinado, o rei decidiu atacar primeiro. Em 23 de dezembro de 1588, os guardas de Henrique III assassinaram o duque e seu irmão, Luís II, e o filho do duque foi preso na Bastilha.
No entanto, este movimento fez pouco para consolidar o poder do rei e enfureceu os Guises sobreviventes e seus seguidores. Como resultado, o rei fugiu de Paris e juntou forças com Henrique de Navarra, o presumível herdeiro calvinista do trono. Tanto o rei quanto Henrique de Navarra começaram a construir um exército para sitiar Paris. Em 1 de agosto de 1589, enquanto os dois Henriques sitiavam a cidade e se preparavam para o ataque final, Jacques Clément, um irmão leigo dominicano com laços com a liga, infiltrou-se com sucesso na comitiva do rei, vestiu-se de sacerdote e assassinou-o. Foi uma retaliação pelo assassinato do duque de Guise e de seu irmão. Enquanto estava morrendo, o rei implorou a Henrique de Navarra que se convertesse ao catolicismo, chamando-o de a única maneira de evitar mais derramamento de sangue. No entanto, a morte do rei deixou o exército em desordem e Henrique de Navarra foi forçado a levantar o cerco.
Embora Henrique de Navarra fosse agora o legítimo rei da França, os exércitos da liga eram tão fortes que ele não conseguiu capturar Paris e foi forçado a recuar para o sul. Usando armas e conselheiros militares fornecidos por Isabel I de Inglaterra, ele alcançou várias vitórias militares. No entanto, ele não foi capaz de superar as forças superiores da liga, que comandava a lealdade da maioria dos franceses e tinha o apoio de Filipe II da Espanha. A liga então tentou declarar o cardeal de Bourbon, tio de Henrique, como rei Carlos X em 21 de novembro de 1589, mas seu status como prisioneiro de Henrique de Navarra e sua morte em maio de 1590 removeram toda a legitimidade desse gesto. Além disso, o cardeal se recusou a usurpar o trono e apoiou seu sobrinho, embora com pouco sucesso.
Incapaz de fornecer um candidato viável para o trono francês (o apoio da liga foi dividido entre vários candidatos, incluindo Isabella, uma princesa espanhola, o que os fez parecer que não tinham mais os interesses franceses no coração), a posição da liga enfraqueceu, mas permaneceu forte o suficiente para impedir Henrique de sitiar Paris. Finalmente, em uma tentativa de encerrar pacificamente a guerra, Henrique de Navarra foi recebido na Igreja em 25 de julho de 1593 e foi reconhecido como rei Henrique IV em 27 de fevereiro de 1594. Ele teria dito mais tarde: "Paris vale bem a pena uma missa", embora alguns estudiosos questionem a veracidade desta citação.
Sob o governo do rei Henrique IV, o Edito de Nantes foi aprovado, concedendo tolerância religiosa e autonomia limitada aos huguenotes e garantindo uma paz duradoura para a França. Além disso, a Liga Católica agora carecia da ameaça de um rei calvinista e gradualmente se desintegrou.

## Avaliação
O historiador Mack Holt argumenta que os historiadores às vezes superestimam o papel político da liga em detrimento de seu caráter religioso e devocional:
Qual é o julgamento final da Liga Católica? Seria um erro tratá-lo, como tantos historiadores o fizeram, como nada mais do que um corpo motivado puramente por políticas partidárias ou tensões sociais. Embora as pressões políticas e sociais estivessem sem dúvida presentes, e até mesmo significativas no caso dos Dezesseis em Paris, concentrar-se nesses fatores negligencia exclusivamente uma face muito diferente da liga. Apesar de todas as disputas políticas e internas, a liga ainda era uma Santa União. Seu papel religioso era significativo, pois a liga era o canal entre a espiritualidade tridentina da Reforma Católica e os devotos do século XVII. Frequentemente, esquecido é a ênfase que a liga colocou na renovação interna e espiritual da cidade terrena. Indo além da religião comunitária do final da Idade Média, a liga se concentrou em internalizar a fé como um agente de limpeza e purificação. Novas ordens religiosas e confrarias foram fundadas nas cidades da liga, e o abismo que separava leigos e clérigos era frequentemente superado quando clérigos se juntavam a vereadores no Hotel de Ville, onde ambos se tornaram o epítome de bons magistrados. Ignorar o lado religioso da liga é ignorar o único vínculo que manteve a Santa União sagrada e unida. 